# Махедж
Махедж — у давнину XVI септ (ном) Верхнього Єгипту, названий на честь тотемної тварини гемсбока (шаблерогова антилопа чи сарнобик), покровителя тієї території. Стародавні греки називали той септ Антинополіським чи Антінойським номом.
Адміністративним центром септу за часів Стародавнього царства було місто Хебену, за часів Середнього царства — Менат-Хуфу, сучасна локалізація — Ком ель-Ахмар у губернаторстві Мінья.
Місцевий пантеон складали Гор «Переможець Орікса», Хнум, богиня-левиця Пахет, богиня-жаба Хекат, богині Хатхор та Анукет. За легендою, саме на території того септу відбувалась вирішальна битва між силами Гора й Сета, після перемоги в якій Гор набув епітетів «володар Хебену» і «той, хто розбив ворогів біля Хебену».

## Історія

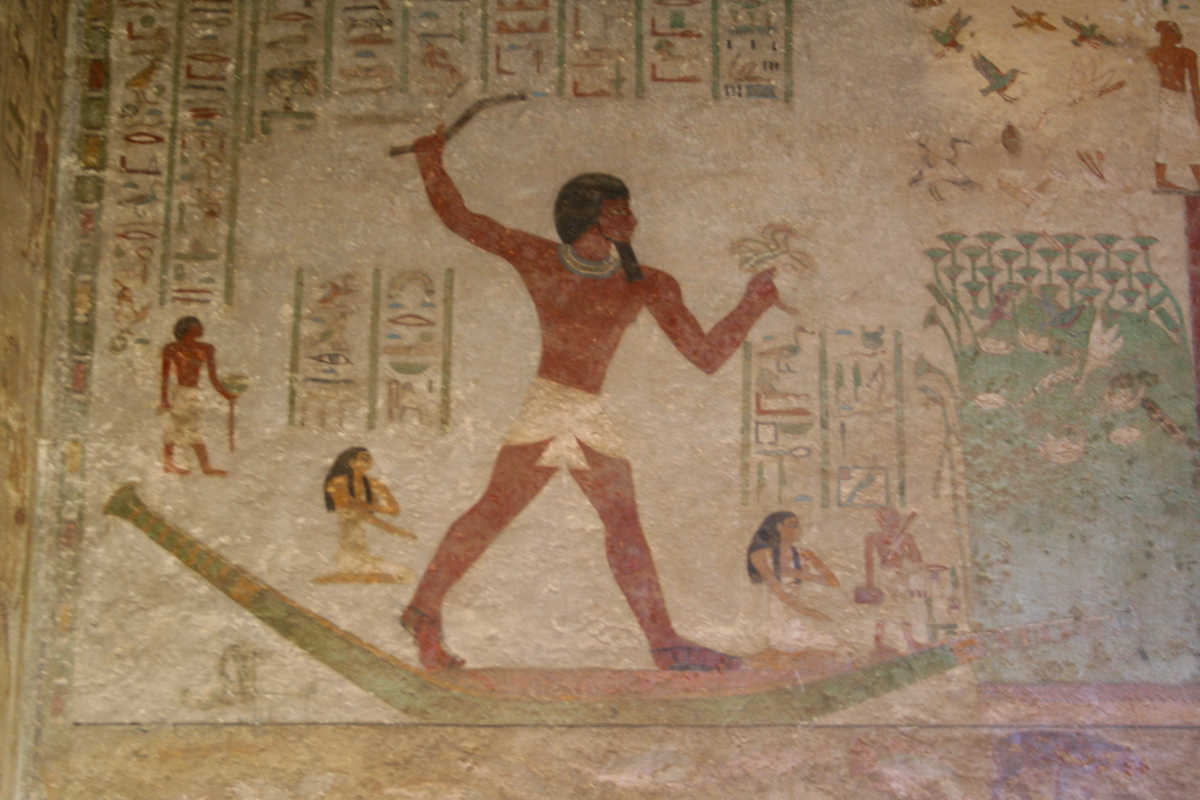
Настінний розпис з гробниці Хнумхотепа II. XII династія. Кінець XX ст. до н. е. Некрополь у Бені-Хасані

За часів Першого перехідного періоду септ, як і більшість інших єгипетських областей, був фактично незалежним. За часів Середнього царства нова XII династія поставила на чолі септу Хнумхотепа I, сподвижника Аменемхета I. Завдяки допомозі, наданій Хнумхотепом I Аменемхету I у його боротьбі за трон, нова родина номарха за XII династії достатню самостійність. З іншого боку, незадовго до своєї смерті Аменемхет I все ж вирішив послабити вплив тієї родини, розділивши володіння померлого номарха між двома його синами (місто Хебену (Менат-Хуфу) було виділено з ному в самостійне намісництво).
Таким чином нащадки Хнумхотепа I могли займати або посаду номарха, або посаду намісника Хебену, але не обидві одразу. За кожної нагоди спадкування останнє слово залишалось за фараоном, який стежив за тим, щоб не допустити суміщення в одних руках управління двома тими володіннями.